# 梅渓湖西駅
梅渓湖西駅（ばいけいこにしえき）は、中華人民共和国湖南省長沙市岳麓区にある長沙地下鉄2号線の駅である。

## 駅構造
- 島式ホーム1面

## 駅周辺
- 1号、2号出口：梅渓湖
- 4号口：東方紅鎮

## 隣の公交車駅
- 梅渓湖路東方紅路口：W109路、207路、367路